# Niueanische Fußballauswahl
Die niueanische Fußballauswahl war die „Fußballnationalmannschaft“ des pazifischen Inselstaates Niue.
Niue war bis 2021 ein assoziiertes Mitglied des ozeanischen Regionalverbandes OFC, gehörte jedoch nicht dem Weltfußballverband FIFA an. Daher konnte sich Niue nicht für Fußball-Weltmeisterschaften oder den OFC Nations Cup qualifizieren. Der Fußballverband von Niue wurde 1960 gegründet und hat seinen Sitz in Alofi.
Während Niue unter anderem im Rugby, Boxen und in der Leichtathletik an internationalen Wettkämpfen wie den Commonwealth Games teilnimmt, ist die Fußballnationalmannschaft seit Jahren nicht international aktiv gewesen.
Bisher hat Niue überhaupt erst zwei Länderspiele absolviert, beide bei den Südpazifik-Spielen 1983. Die Spiele gegen Papua-Neuguinea (0:19) und Tahiti (0:14) gingen beide hoch verloren.
2021 wurde dem Verband wegen Inaktivität der Status als assoziiertes Mitglied des OFC entzogen.

## Teilnahmen an Fußball-Weltmeisterschaften
- 1930 bis 2022 – nicht teilgenommen

## Teilnahmen am OFC Nations Cup
- 1973 bis 2020 – nicht teilgenommen